# Jansberg, Uppland
Jansberg är en by och sedan 2015 en småort i östra Knivsta kommun. Bebyggelsen i småorten sträcker sig in i Norrtälje kommun.